# Teuta
Teuta (ilyrsky Teutana, řecky Τεύτα) byla královna regentka kmene Ardiaei, ve své době nejmocnějšího kmene ve starověké Ilýrii, ovládajícího většinu ilyrského území. 

## Vláda
Vládla v letech 231–228/227 př. n. l. Vlády se ujala po smrti svého manžela, krále Agrona, neboť její nevlastní syn a následník trůnu Pinnes byl ještě malým dítětem (v době otcovy smrti mu byl patrně jen rok). 
Po převzetí vlády pokračovala v expanzi, již započal její manžel, a dobyla část Epiru, zejména město Foiníké (dnešní Finiq), nejvíce prosperující epirské město. Nakonec ale musela čelit především vystupňovanému tlaku Říma. Ten využil zabití římských vyslanců (v legendě je nechala zabít sama Teuta, ve skutečnosti byli zabiti ilyrskými piráty) k vyhlášení války Ardiaeiskému království roku 229. Tím začaly tzv. ilyrské války, série konfliktů, na jejímž konci Řím Ilýrii ovládl, a otevřel si tak cestu k ovládnutí celého Balkánu. Hlavní příčinou římského útoku bylo ale ilyrské pirátství, které kazilo Římanům obchod v Jaderském moři, a které Teuta pravděpodobně skutečně podporovala. Římané vyslali 200 lodí s 20 tisíci vojáky a poměrně rychle oblehli hlavní město Scodra (dnešní Skadar, albánsky Shkodër). 
V roce 228 př. n. l. se vzdala Teuta, odevzdala Římu část jižních území a začala Římanům platit tribut. Udržela území na sever od města Lissus (dnešní Lezhë). Podle Cassia Dia v roce 227 př. n. l. abdikovala, podle legendy spáchala sebevraždu skokem ze skály v pohoří Orjen.

## Hodnocení
Starověké písemné zdroje, které o Teutě a jejím životě hovoří, jsou výhradně řecko-římské. Jsou tendenční nejen ve smyslu „protibarbarskosti“ (to zejména u Polybia), ale mnohdy jsou i otevřeně misogynní. To je zjevné například u Cassia Dia, který Teutu popsal slovy: „…jako žena, kromě své vrozené lehkomyslnosti, byla nafouknutá marnivostí kvůli síle, kterou měla… Ve velmi krátké době však prokázala slabost ženského pohlaví, které rychle přechází ve vášeň kvůli nedostatku soudnosti a rychle se vyděsí kvůli své zbabělosti.“ Moderní historici se snaží od těchto hodnocení oprostit a Teuta se stala zajímavou zejména pro moderní albánský nacionalismus, jako lokální bojovnice proti expanzivní velmoci.
V roce 1930 po ní byl pojmenován kupříkladu fotbalový klub Teuta Durrës, je vyobrazena i na albánské minci v hodnotě 100 leků. Zajímavou postavou je i pro ženské hnutí, v Albánii patří jméno Teuta k velmi oblíbeným křestním jménům, byť je řeckého původu. Teuta je totiž řeckou zkráceninou ilyrského Teutana, což značí „paní lidu“ – šlo tedy spíše asi o titul než jméno.